# AMC 35
AMC 35 (фр. Auto-mitrailleuse de Combat — «бойова гусенична машина вогневої підтримки») — французький легкий танк підтримки кавалерійських з'єднань 1930-х років. Був створений фірмою «Рено» в 1934 — 1936 роках за замовленням французької кавалерії. Через зрослі після 1934 року вимог до захищеності, яким AMC 35 вже не відповідав, він поступився роллю основного кавалерійського танка більш важкому SOMUA S35 та замовлення на його випуск склало лише 100 одиниць. Серійне виробництво AMC 35 здійснювалося з 1938 р. та тривало до капітуляції Франції 1940 року. Всього встигли випустити 35 танків — для французької армії — і 15 танків — для бельгійської. 
Основною особливістю цього танка стало те, що він виявився останнім розробленим та випущеним в серійне виробництво зразком легкого танка підтримки кавалерійських з'єднань. 
Німці використовували кілька трофейних танків під назвою Pz.Kpfw.AMC 738 (f).

## Історія створення
Даний танк розроблявся фірмою Renault, починаючи з 1938 р., як подальший розвиток та об'єднання ліній AMR 35 і AMC 34YR. Серійне виробництво почалося в 1939 році.

## Серійне виробництво
1939 року була випущена серія танків в кількості 47 одиниць. Деякі джерела стверджують, що виробництво цього танка продовжувалося і в 1940 році.

## Конструкція танка
Існувала єдина серійна модифікація, випущена в трьох виробничих серіях. Серії відрізнялися між собою лише варіантами головного озброєння танка. Існувало три варіанти основного озброєння: 47-мм танкова гармата (велика частина випущених зразків), 25-мм танкова гармата (на основі буксируваної протитанкової гармати), 13,2 крупнокаліберний кулемет Hotchkiss. Озброєння встановлювалося у башті. Також у башті монтувався спарений 7,5-мм кулемет Reibel modèle 1931. Курсовий кулемет був відсутній (як і на більшості легких танків того періоду).
У передній частині машини розташовувалася трансмісія, в середній частині танка перебувало відділення управління та бойове відділення, в задній частині конструкції розміщувався карбюраторний двигун. Рушій танка був гусеничного типу. 

### Броньовий корпус та башта
Корпус та башта танка збиралися з катаних та литих броньових деталей товщиною від 10 до 25 мм на каркасі з куточків. Бронелисти мали раціональні кути нахилу, що збільшувало бронезахист порівняно з номінальною товщиною броні. 

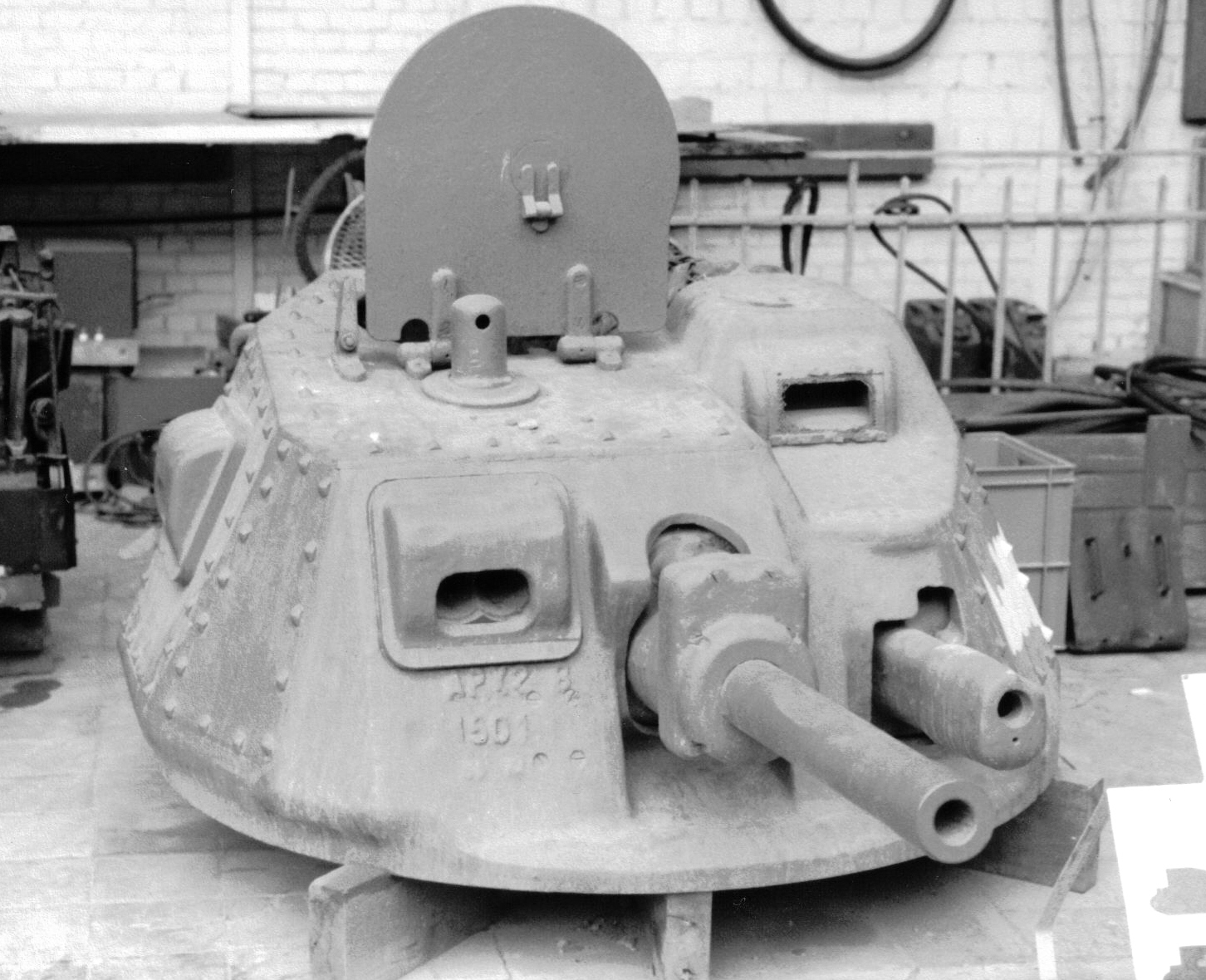
Башта танка

### Озброєння
Одна гармата SA 35 L/28 калібру 47 мм з боєкомплектом в 50 снарядів, один кулемет Reibel калібру 7,5 мм з боєкомплектом в 1500 патронів. 

### Двигун та трансмісія
На танку використовувався чотирициліндровий рядний карбюраторний двигун рідинного охолодження потужністю 180 кінських сил (або 88 кВт), що був подальшим розвитком танкових двигунів Renault, що встановлювалися на попередніх танках фірми «Рено» модифікацій AMR 35 і AMC 34YR. 

### Ходова частина
Ходова частина стосовно до одного борту складалася з п'яти опорних обгумованих котків, п'яти підтримуючих котків, лінивця заднього та ведучого колеса переднього розташування. Підвіска на танку була так званого «ножичного» типу (на маятниках з поперечними каучуковими ресорами).

## Оператори
- Франція
- Бельгія — 15 машин.
- Третій Рейх — принаймні, кілька машин.

## Служба та бойове застосування

### Організаційна структура
Перша частина французької армії, повністю озброєна AMC 35, була сформована вже до березня 1939 року. Це був бронекавалерийский ескадрон (механізованої кавалерійської дивізії) у складі 16 танків. Цей підрозділ брав активну участь у боях з вермахтом під час Французької кампанії. 
Танки ACG (позначення танка AMC 35 в бельгійській армії) з 47-мм гарматами в баштах APX-2 в кількості 8 одиниць передбачалося перед початком вторгнення у Францію поставити збройним силам Бельгії для Escadron d'Blindees (бронеескадрон підтримки кавалерії). 

### Бойове застосування
Першим документально зафіксованим бойовим зіткненням з участю цього танка у Другій світовій війні став бій трьох ACG зі складу Escadron d'Blindees під командуванням лейтенанта Шрейбера з німецькими передовими частинами під Квартрехтом 20 травня 1940 року. 

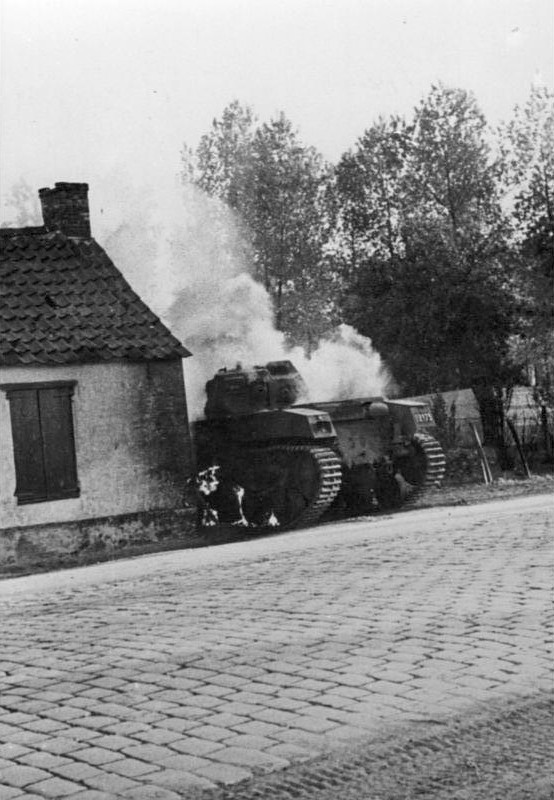
Підбитий бельгійський ACG недалеко від Антверпена. 19 травня 1940 року.

### Трофейні машини
Незважаючи на те, що танк був прийнятий на озброєння в Німеччині під позначенням Panzerkampfwagen AMC 738 (f) , в вермахті та польових військах СС  він не застосовувався.

## Збережені екземпляри
Один екземпляр машини зберігся у французькому танковому музеї в Сомюрі. 

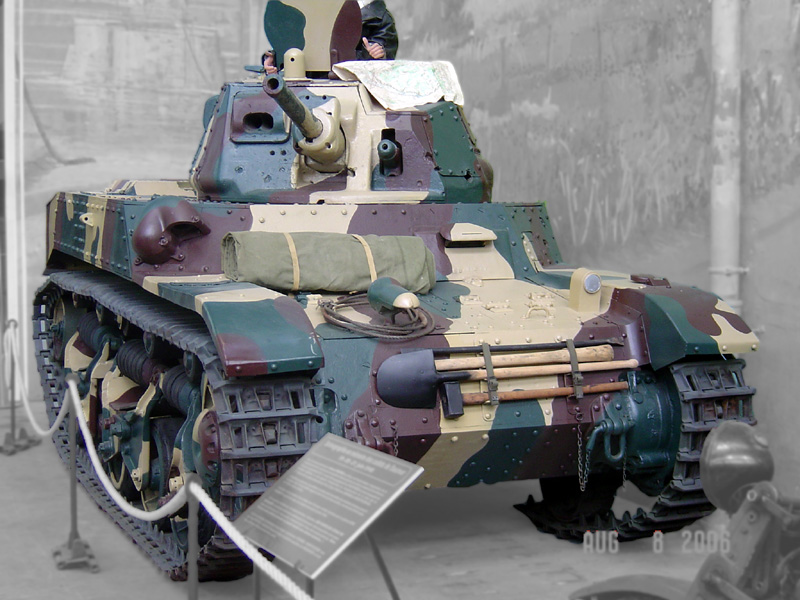
Експонат танкового музею в Сомюрі